# Balaenopteroidea
Balaenopteroidea – nadrodzina ssaków z podrzędu waleni (Cetacea) w obrębie rzędu parzystokopytnych (Atriodactyla).

## Podział systematyczny
Do nadrodziny należy jedna występująca współcześnie rodzina:
- Balaenopteridae J.E. Gray, 1864 – płetwalowate

Opisano również rodziny wymarłe:
- Aglaocetidae Steeman, 2007
- Diorocetidae Steeman, 2007
- Pelocetidae Steeman, 2007

Wymarłe taksony bazalne:
- Mauicetus Benham, 1939
- Norrisanima Leslie, Peredo & Pyenson, 2019
- Otradnocetus Mchedlidze, 1984
- Taikicetus Tanaka, Ando & Sawamura, 2018

Wymarłe taksony o statusie incertae sedis:
- Cetotheriomorphus J.F. von Brandt, 1873
- Imerocetus Mchedlidze, 1964
- Isocetus P.J. Van Beneden, 1880
- Piscocetus G. Pilleri & O. Pilleri, 1989
- Praemegaptera Behrmann, 1995
- Tiphyocetus R. Kellogg, 1931
- „Aulocetus” calaritanus (Capellini, 1899)
- „Aulocetus” lovisati (Capellini, 1899)
- „Cetotherium” capellinii (J.F. von Brandt, 1873)
- „Cetotherium” furlongi (R. Kellogg, 1925)
- „Cetotherium” pusillum (von Nordmann, 1860)
- „Mesocetus” agrami P.J. Van Beneden, 1884
- „Mesocetus” aquitanicus (Flot, 1896)
- „Mesocetus” brachyspondylus J.F. von Brandt, 1873
- „Mesocetus” hungaricus (Kadić, 1907)
- „Mesocetus” siphunculus (Cope, 1895)